# Asopus Vallis
Asopus Vallis é um vale no quadrângulo de Memnonia em Marte, localizado a 4.4º latitude S e 149.7º latitude oeste. Possui 33 km de extensão e recebeu o nome clássico do atual Rio Hagios, Grécia.

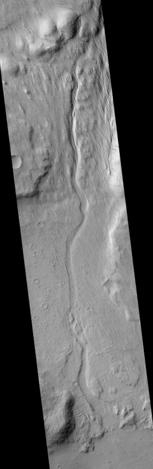
Asopus Vallis, visto pela HiRISE.